# 뉴니스
《뉴니스》(영어: Newness)는 2017년에 선댄스 영화제에 공개한 미국의 영화이다.

## 캐스팅
- 니콜라스 홀트 : 마틴 역
- 라이아 코스타 : 가비 역
- 매튜 그레이 구블러
- 대니 휴스턴
- 코트니 이튼
- 제시카 헨윅 : 조앤 역
- 루크 베이백 : 미카엘 역
- 폼 클레멘티에프 : 베서니 역
- 앤드류 리스 : 나다니엘 역
- 마야 스토얀 : 퀸 역
- 톰 스토크스 : 로버트 역
- 로라 파탈라노 : 라틴계 손님 역